# Swagger stick

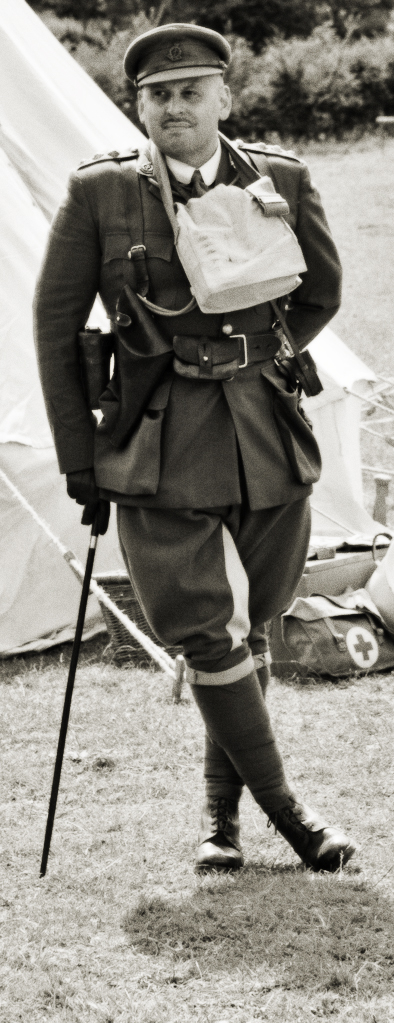
Captain der British Army mit Offiziersstock

Ein Swagger stick oder Offiziersstock wird in manchen Armeen von Offizieren als Symbol der Autorität und Dienststellung geführt.

## Geschichte
Der Offiziersstock geht zurück auf die vitis, als Rangabzeichen römischer Centurionen, und wurde als Waffe noch im Mittelalter als Streitkolben geführt, später als Swagger stick der Offiziere, während Marschälle den Marschallstab als Insigne der Macht trugen.
Der Swagger stick ist eine Tradition der Commonwealth-Staaten und wird vor allem noch in der British Army, allerdings mit abnehmender Tendenz, verwendet.
Höhere Dienstgrade der Unteroffiziere, die für den Formaldienst zuständig sind, tragen im Ausbildungsdienst den längeren Pace stick, der dazu dient. die Schrittanzahl und Schrittlänge auszumessen.
Diente noch den höheren Unteroffizieren und niederen Offizieren der Stick als Zuchtmittel, ist dieser heute nur noch ein Dekorationsmittel des Trägers.
Vom 19. Jahrhundert bis zur ersten Hälfte des 20. Jahrhunderts wurden auch in den Vereinigten Staaten Swagger sticks geführt, hauptsächlich beim United States Marine Corps. Vor allem General Patton war für dessen Benutzung bekannt.